# Nagolder Viadukt

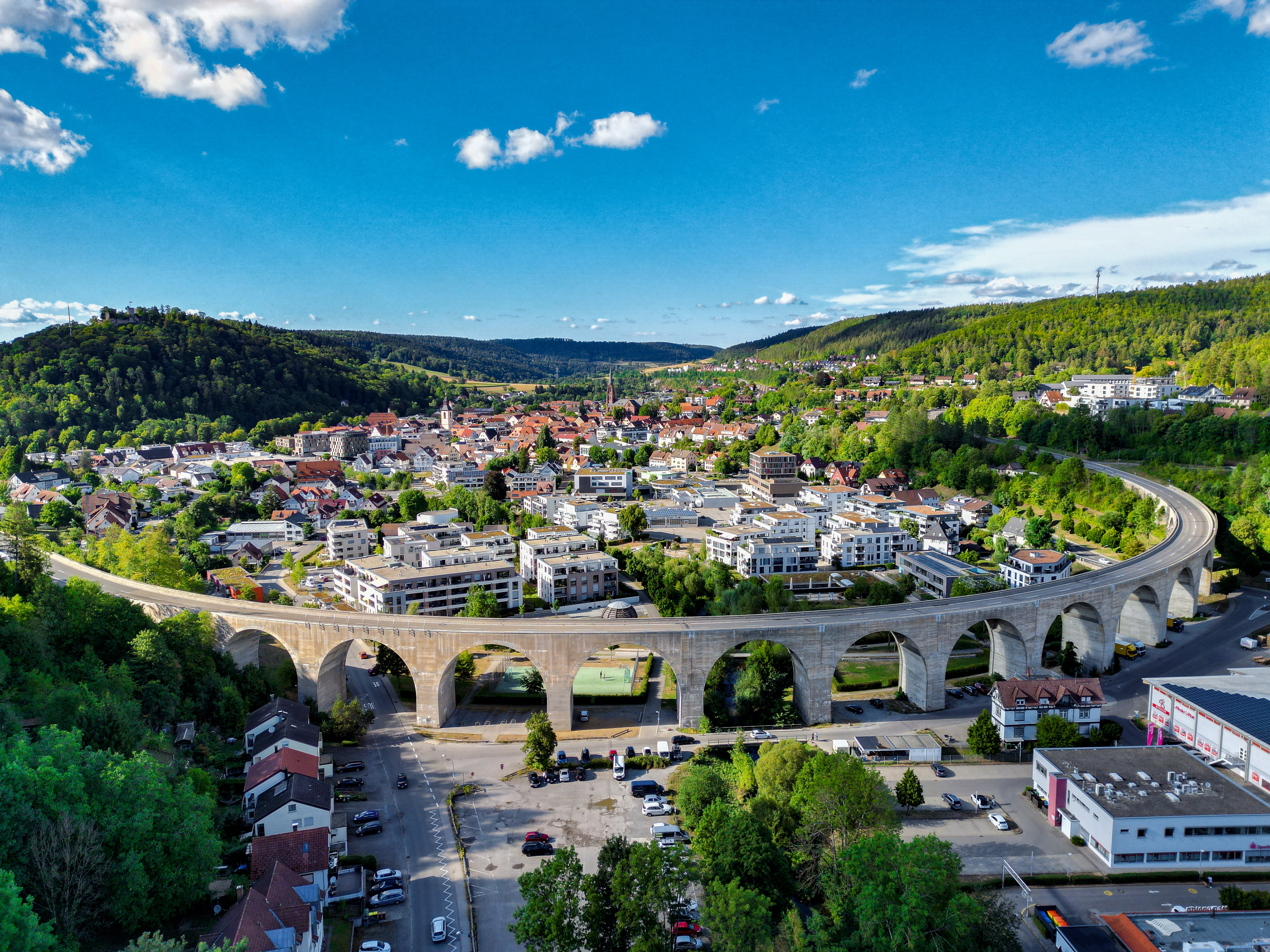
Stadtansicht, im Vordergrund der Viadukt

Der Nagolder Viadukt ist eine zweispurige Straßenbrücke, die die Umgehungsstraße von Nagold im Zuge der L 362 (bis 2018: Bundesstraße 28) in einem 500 Meter langen Bogen über das Tal der Waldach führt. Der Viadukt ist heute eines der Wahrzeichen der Stadt Nagold.
Er besteht aus 17 Rundbögen mit einer maximalen Höhe von 22 m, einer lichten Weite von 21 m und einer Breite von 8,34 m. Mit dem Bau der ersten elf Rundbögen aus Stampfbeton wurde 1938 begonnen, als der Viadukt noch außerhalb der Stadt lag.
1941 musste der Bau wegen des Zweiten Weltkriegs unterbrochen werden. Die restlichen sechs Bögen wurden zwischen 1953 und 1956 aus Stahlbeton gebaut, wobei die Pfeiler mit Hohlquerschnitt und teilweise nur 40 cm starken Betonwänden ausgeführt wurden, anstelle der Rundbogen Fassaden aus Betonscheiben mit runden Ausschnitten und das Brückendeck als Plattenbalkenbrücke ausgeführt wurden. Mit dieser deutlich leichteren Konstruktion war außerdem eine einfachere Gründung möglich. In den Jahren 2009 und 2010 wurden umfangreiche Betonsanierungen durchgeführt.